# Dave Albritton
Dave Albritton (Estados Unidos, 13 de abril de 1913-Dayton (Ohio), Estados Unidos, 14 de mayo de 1994) fue un atleta estadounidense, especialista en la prueba de salto de altura en la que llegó a ser subcampeón olímpico en 1936 y plusmarquista mundial durante más de un año, desde el 12 de julio de 1936 al 12 de agosto de 1937, con un salto de 2.07 metros.

## Carrera deportiva
En los JJ. OO. de Berlín 1936 ganó la medalla de plata en el salto de altura, con un salto por encima de 2.00 metros, siendo superado por su compatriota Cornelius Johnson (oro con 2.03 m) y por delante de otro estadounidense Delos Thurber (bronce también con 2.00 metros pero en más intentos).